# Скомпе (Слупецький повіт)
Скомпе (пол. Skąpe) — село в Польщі, у гміні Стшалково Слупецького повіту Великопольського воєводства.
Населення — 55 осіб (2011).
У 1975-1998 роках село належало до Конінського воєводства.

## Демографія
Демографічна структура станом на 31 березня 2011 року:
|          | Загалом | Допрацездатний вік | Працездатний вік | Постпрацездатний вік |
| -------- | ------- | ------------------ | ---------------- | -------------------- |
| Чоловіки | 31      | 7                  | 23               | 1                    |
| Жінки    | 24      | 6                  | 15               | 3                    |
| Разом    | 55      | 13                 | 38               | 4                    |